# Real Club España
Ne doit pas être confondu avec le club hondurien de football, Real España.
Maillots
Dernière mise à jour : septembre 2012.
Le Real Club España est un club mexicain de football basé à Mexico. Il est fondé le 20 mars 1912 et compte parmi les plus grands clubs du pays sous l'ère du football amateur dans la première moitié du XXe siècle.

## Histoire
À la suite de la volonté d'immigrés de créer un club de football rassemblant la communauté espagnole de Mexico, le Club España est fondé le 20 mars 1912. En 1920, Antonio de Zayas, duc d'Amalfi et diplomate espagnol au Mexique, conseille le roi Alphonse XIII d'Espagne qui accorde le titre de Real (français : royal) au club et il devient ainsi le Real Club España.
Un championnat amateur du District fédéral, appelé Primera Fuerza, est créé lors de la saison 1902-1903 et jusqu'à la professionnalisation du football au Mexique au terme de la saison 1942-1943, le Club España s'impose au fil du temps comme le club le plus titré avec un total de 14 championnats remportés. Il existe d'autres ligues amateurs dans le pays mais la Primera Fuerza est considérée comme la plus prestigieuse et ainsi le club champion est vu comme le champion national.
Le club est l'un des dix fondateurs de la première édition du championnat professionnel du Mexique en 1943-1944 et il termine vice-champion. La saison suivante, en 1944-1945, il est sacré champion. C'est lors de ces deux saisons que l'équipe remporte ses quatre trophées de l'ère professionnelle avec le titre de champion national ainsi qu'une coupe du Mexique en 1944 et deux supercoupes en 1944 et 1945.
À la fin du championnat 1949-1950, la direction du Club España décide de se retirer de la compétition et dès lors le club n'apparaît plus jamais à un niveau aussi élevé.

## Palmarès
Au terme de la saison 2011-2012, Club España peut être considéré comme le club le plus souvent champion du Mexique avec 15 titres : 1 professionnel et 14 amateur. Le Club América arrive 2e avec 14 titres dont 10 en professionnel et les Chivas de Guadalajara comptent 11 titres de champion national, tous acquis sous l'ère professionnelle.
| Compétitions nationales professionnelles | Compétitions nationales amateurs |
| - Championnat du Mexique (1) - Champion : 1945 - Vice-champion : 1944 - Coupe du Mexique (1) - Vainqueur : 1944 - Supercoupe du Mexique (2) - Vainqueur : 1944, 1945 - Finaliste : 1942 | - Ligue amateur du District Fédéral (14) - Champion : 1914, 1915, 1916, 1917, 1919, 1920, 1921, 1922, 1924, 1930, 1934, 1936, 1940, 1942 - Vice-champion : 1918, 1927, 1929, 1941 - Coupe Tower (4) - Vainqueur : 1915, 1917, 1918, 1919 |

## Anciens joueurs
L'attaquant international espagnol Isidro Lángara évolue au club et il termine meilleur buteur du championnat en 1943-1944 ainsi qu'en 1945-1946. Il codétient le record sur une édition avec 40 buts inscrits en 1945-1946 et cette performance est toujours d'actualité au terme de la saison 2014.